# 서울특별시 여성가족재단
서울특별시 여성가족재단은 실질적인 남녀평등을 실현하고 서울여성의 경쟁력 향상과 사회참여 및 복지증진을 위하여 서울특별시청이 설립한 재단법인이다.

## 연혁
- 2001년 : 서울특별시재단법인서울여성 조례 공포
- 2002년 : 서울특별시재단법인서울여성 설립, 서울여성플라자 개관
- 2005년 : 여성, 가족 정책 연구 기능, 성인지 교육 사업 신설
- 2006년 : (재)서울여성과 서울여성플라자 기능분리
- 2007년 : 서울특별시 여성가족재단 출범, 서울특별시 여성능력개발원, 서울특별시 건강가정지원센터 수탁 운영
- 2009년 : 서울특별시 한부모가족지원센터 수탁 운영
- 2010년 : 여성가족부 성별영향분석평가센터 지정
- 2011년 : 가족친화 인증기업 선정
- 2013년 : 서울시 경영평가, 부패방지시책, 시민만족도 최우수 출연기관 선정, 서울형어린이집 재평가 수탁 운영
- 2014년 : 서울시 일,가족양립지원센터 설립(현 일,생활균형지원센터)
- 2015년 : 성평등도서관 여기 개관, 서울시 보육서비스지원센터 설립
- 2016년 : 서울시 경영혁신 부패방지시책평가 최우수기관 선정
- 2017년 : 서울시 출자 출연기관 경영우수기관, 반부패시책실천 우수기관 선정
- 2018년 : 서울시 출자,출연기관 경영우수기관, 정보공개평가 최우수기관 선정
- 2019년 : 서울시 안전관리 모범사업장 지정, 시민만족도 최우수기관 선정
- 2020년 : 서울시 반부패시책평가 최우수기관 선정, 스페이스 살림 시범운영, 시립 제1,2호 거점형 우리동네키움센터 수탁 운영
- 2021년 : 스페이스 살림 개관
- 2022년 : 서울 디지털성범죄 안심지원센터 개소, 서울여성공예센터 더아리움 수탁 운영
- 2023년 : 서울특별시 제1호 시립 서울형 키즈카페 수탁 운영, 스토킹 피해자 원스톱 지원 사업단 수탁 운영

## 조직
이사장
대표이사
- 경영기획실
- 정책개발실
- 공간운영실
- 양성평등사업실
- 돌봄사업실
- 일생활균형사업실